# Troyes-1 (tổng)
Tổng Troyes-1 là một tổng của Pháp nằm ở tỉnh Aube trong vùng Grand Est.
Tổng này được tổ chức xung quanh Troyes ở quận Troyes. 

## Hành chính
| Giai đoạn | Ủy viên   | Đảng | Tư cách |
| --------- | --------- | ---- | ------- |
| 2008-2014 | Marc Bret | DVG  |         |
| 2001-2008 | Marc Bret | PS   |         |

## Các đơn vị hành chính
| Xã                       | Dân số     | Mã bưu chính | Mã insee |
| ------------------------ | ---------- | ------------ | -------- |
| Saint-Parres-aux-Tertres | 2 615      | 10410        | 10357    |
| Troyes                   | 60 958 (1) | 10000        | 10387    |
| Villechétif              | 667        | 10410        | 10412    |

(1) một phần xã.

## Thông tin nhân khẩu
| 1962                                                     | 1968 | 1975 | 1982  | 1990  | 1999  |
| -------------------------------------------------------- | ---- | ---- | ----- | ----- | ----- |
| -                                                        | -    | -    | 3 109 | 3 044 | 3 282 |
| Nombre retenu à partir de 1962 : dân số không tính trùng |      |      |       |       |       |